# A Change of Seasons
A Change of Seasons (englisch für „Ein Wechsel der Jahreszeiten“) ist eine EP der US-amerikanischen Progressive-Metal-Band Dream Theater, die 1995 erschien.

## Hintergrund
Das Titelstück „A Change of Seasons“ ist ein 23-minütiges, in sieben Sätze unterteiltes Lied. Der Text des Stückes wurde von Mike Portnoy geschrieben, die Musik von der gesamten Band komponiert. Die Anfänge des Liedes stammen aus dem Jahr 1989, der Entstehungszeit des Albums Images and Words, und war ursprünglich als Schlussstück für das Album vorgesehen (was die Plattenfirma seinerzeit abgelehnt hatte). Nach der Live-Aufführung einer frühen Fassung des Werks 1993 und einer weiteren Überarbeitung wurde das Lied eingespielt. Der Rest der CD ist mit Mitschnitten des Live-Auftritts unter dem Motto „Uncovered“, der am 31. Januar 1995 in Ronnie Scott’s Jazz Club in London stattfand, gefüllt. Es handelt sich bei den vier Stücken vollständig um Coverversionen von Stücken von Elton John, Deep Purple und Led Zeppelin sowie um ein Medley aus Stücken von Pink Floyd, Kansas, Queen, Journey, den Dixie Dregs und Genesis.
Eine komplette Liveversion wurde in der Zugabe des Auftritts der Band am 30. August 2000 im Roseland Ballroom in New York City aufgeführt und ein Mitschnitt dieses Konzertes wurde auf dem Live-Album Live Scenes from New York veröffentlicht. Des Weiteren war das Stück auf der Images, Words And Beyond Tour im Jahr 2017 jeden Abend in der Zugabe vertreten.
Wie für einige Stücke des Progressive Metal typisch, ist das Werk von beträchtlicher Länge. Dream Theater veröffentlichte noch fünf weitere Stücke, deren Länge oberhalb der 20-Minuten-Grenze liegt: „Six Degrees of Inner Turbulence“, das mit 42 Minuten längste Stück der Band, „Octavarium“, welches 24 Minuten dauert, das 25-minütige „In the Presence of Enemies“ vom Album Systematic Chaos sowie das 22-minütige Stück „Illumination Theory“ vom selbstbetitelten Album Dream Theater und das 20-minütige „A View From The Top Of The World“ vom gleichnamigen Album im Jahr 2021.

## Titelliste
1. A Change of Seasons (Dream Theater/Mike Portnoy) – 23:06
I. The Crimson Sunrise – 3:50
II. Innocence – 3:04
III. Carpe Diem – 3:14
IV. The Darkest of Winters – 2:53
V. Another World – 3:58
VI. The Inevitable Summer – 3:13
VII. The Crimson Sunset – 2:54
2. Funeral for a Friend/Love Lies Bleeding (Elton John/Bernie Taupin) – 10:49 (Originalinterpret: Elton John)
3. Perfect Strangers (Ritchie Blackmore, Roger Glover/Ian Gillan) – 5:33 (Originalinterpret: Deep Purple)
4. The Rover/Achilles Last Stand/The Song Remains the Same (Jimmy Page/Robert Plant) – 7:28 (Originalinterpret: Led Zeppelin)
5. The Big Medley – 10:34
  - In the Flesh? (Roger Waters) – 2:25 (Originalinterpret: Pink Floyd)
  - Carry On Wayward Son (Kerry Livgren) – 2:10 (Originalinterpret: Kansas)
  - Bohemian Rhapsody (Freddie Mercury) – 1:25 (Originalinterpret: Queen)
  - Lovin, Touchin, Squeezin (Steve Perry) – 2:07 (Originalinterpret: Journey)
  - Cruise Control (Steve Morse) – 1:03 (Originalinterpret: Dixie Dregs)
  - Turn It On Again (Mike Rutherford, Tony Banks, Phil Collins/Mike Rutherford) – 1:23 (Originalinterpret: Genesis)